# Valdevacas y Guijar
Valdevacas y Guijar is een gemeente in de Spaanse provincie Segovia in de regio Castilië en León met een oppervlakte van 18,17 km². Valdevacas y Guijar telt 94 inwoners (1 januari 2016).

## Demografische ontwikkeling
Bron: INE, 1857-2011: volkstellingen